# St. Stephan (Großkitzighofen)

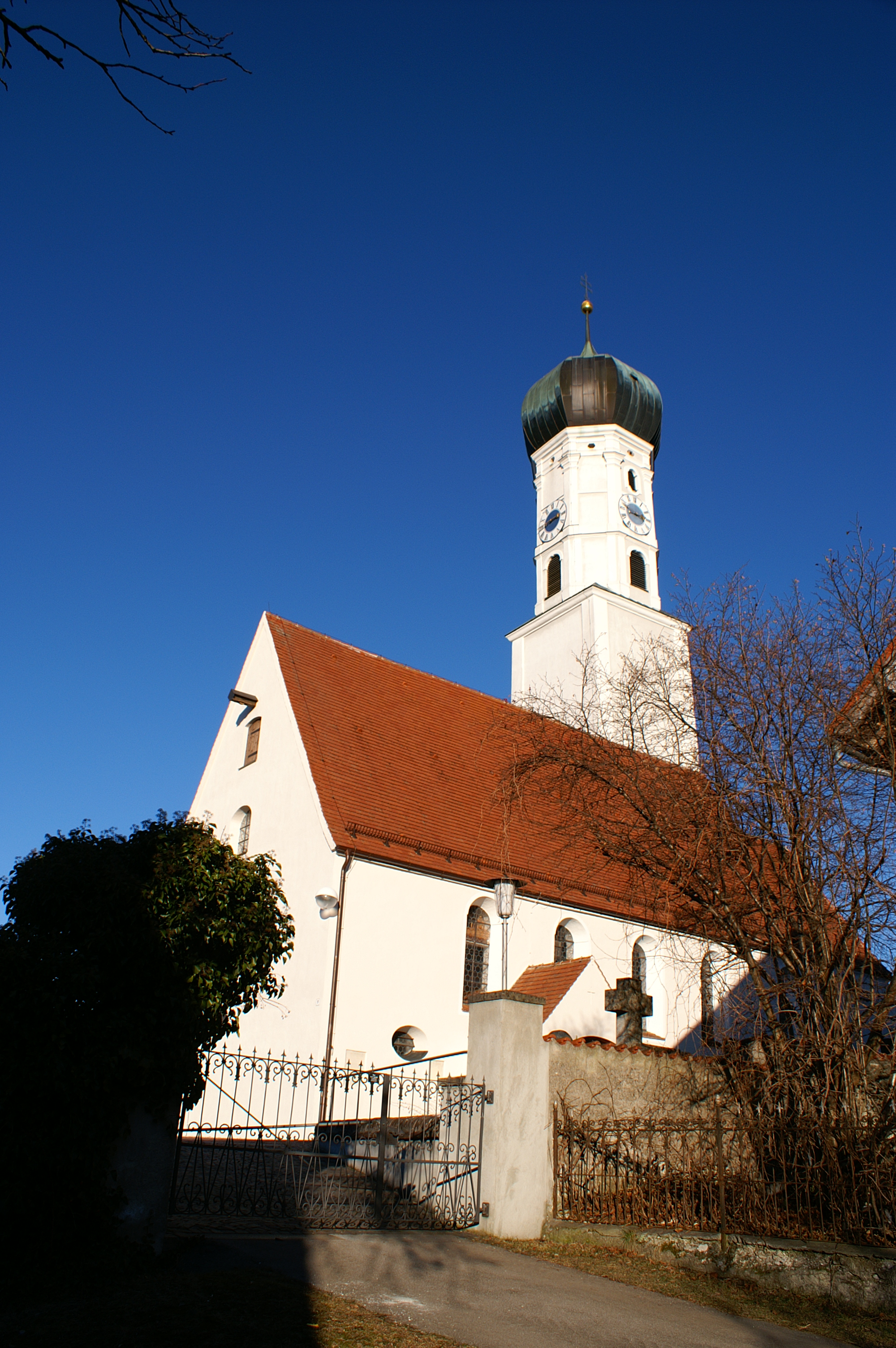
St. Stephan in Großkitzighofen

St. Stephan ist die römisch-katholische Pfarrkirche in Großkitzighofen, einem Gemeindeteil von Lamerdingen im schwäbischen Landkreis Ostallgäu in Bayern. Das denkmalgeschützte Bauwerk ist in der Liste der Baudenkmäler in Lamerdingen unter der Nr. D-7-77-145-9 eingetragen. Die Kirchengemeinde gehört zum Dekanat Kaufbeuren des Bistums Augsburg.

## Beschreibung
Die Saalkirche wurde im Kern um 1500 erbaut. Sie besteht aus einem Langhaus, das 1687 nach Westen verlängert wurde, einem eingezogenen, dreiseitig geschlossenen Chor im Osten, einem Chorflankenturm an dessen Nordwand und der Sakristei in der Nordwestecke von Langhaus und Chorflankenturm. Die quadratischen Geschosse des Chorflankenturms wurden 1708 mit achteckigen aufgestockt, um den Glockenstuhl und die Turmuhr unterzubringen, und mit einer Zwiebelhaube bedeckt. Der Innenraum des Langhauses ist mit einem Tonnengewölbe überspannt, der des Chors mit einem Stichkappengewölbe. Die Fresken wurden 1787 von Johann Baptist Enderle gestaltet. Im Chor hat er das Abendmahl Jesu, im Langhaus den Märtyrer Stephanus dargestellt. Der Hochaltar wird von Statuen flankiert, die Lorenz Luidl zugeschrieben werden. Von Ludwig Caspar Weiß stammen der Kreuzweg und weitere Gemälde.